# Мірча ІІ
Мірча ІІ (рум. Mircea al II-lea; ?- 1447) — господар Волощини в 1442, старший син Влада ІІ Дракула, династія Басарабів.

## Життєпис
Старший брат Влада III Дракула. До 1436 проживав у Сігішоара. Проголошений 1442 господарем після ув'язнення османами його батька, але до кінця року усунутий за допомогою угорців Яноша Гуняді на користь свого двоюрідного брата Басараба ІІ, сина Дана ІІ. Мірча ІІ зберіг своє військо і за підтримки турків повернув Влада ІІ 1443 на трон. На чолі 4-тисячного загону брав участь 1444 у битві під Варною проти османів. При відступі перевів залишки війська християн через Дунай. З своїм загоном 1445 захопив Джурджу, відбиту скоро османами Янош Гуняді атакував 1447 Волощину і скинув Влада ІІ. При втечі Мірча ІІ був спійманий і закатований боярами 1447 під Тирговіште (після тортур випалено очі, закопано живим у землю). Згодом там закатували Влада ІІ. За їхню смерть помстився боярам брат Влад III Дракул.